# Simaba praecox
Simaba praecox là một loài thực vật có hoa trong họ Thanh thất. Loài này được Hassl. miêu tả khoa học đầu tiên năm 1907.